# 신지은 (골프 선수)
신지은(1992년 10월 7일~)은 대한민국의 골프 선수이다. 한화큐셀골프단 소속으로 활동하고 있다.